# 雄獅旅行社
雄獅旅行社股份有限公司，簡稱雄獅旅遊，為台灣的旅行社，去韓國旅遊的遊客數量最多。共33個實體服務據點，其中包含21個台灣據點及12個海外服務據點。

## 歷史
1977年6月9日「東亞旅行社」成立，1980年更名為「寶獅旅行社」，以品牌名「雄獅旅遊」，推出以美國為旅遊目標的定期旅行團。1983年開拓澳紐、歐洲、非洲等旅遊業務。1987年隨著中華民國政府開放大陸探親，寶獅旅行社逐漸開始開拓東亞各國的短線市場，並在香港、北京、上海、福州等地點成立服務據點。1990年由甲種旅行社升格為綜合旅行社。1993年正式改名為「雄獅旅行社」。
1993年至2017年，雄獅旅行社陸續在韓國、美國、加拿大、英國、中國大陸、日本、泰國、澳洲、紐西蘭成立公司。2000年成立旅遊網站，開始線上服務系統。
2009年，雄獅旅遊集團分為旅行社、租車公司、行銷公司、傳媒公司、資訊公司等方向分散發展。
2013年9月24日在臺灣證券交易所股票上市，股票代號2731。
2020年疫情後轉型開創線上商城、餐飲相關事業等，並強化國內旅遊服務。
2020年12月，雄獅旅行社取得鳴日號列車以及藍皮解憂號經營權。
2024年7月6日，阿里山林業鐵路觀光列車福森號與栩悅號2列觀光列車，現委由雄獅旅行社營運6年。

## 外部連結
- 雄獅旅遊 （页面存档备份，存于）
- 在App Store 上的雄獅旅遊
- 在google play商店上的雄獅旅遊APP
- 雄獅旅遊Lion Travel的Facebook專頁
- 雄狮旅游的新浪微博